# Gumböleträsken
Gumböleträsken utgörs av två tjärnar i Sibbo storskog, kring gränsen mellan Vanda och Sibbo kommuner. På nutida kartor är Gumböle Storträsk markerat "Storträsk", Gumböle Lillträsk är missvisande markerat "Gumböle träsk" (tjärnarna saknar finska namn).

## Storträsk
Storträsk är ca. 300 m tvärsöver, svagt triangelformat.
Tjärnen får sitt vatten från de kringliggande kärren, och avrinner genom en obetydlig bäck söderut till havet i Östersundom. Vanda sportfiskare har bragt tjärnen i skick, och man planterar ut öring, bäckröding och sik som får fiskas mot speciellt fiskekort.

## Lillträsk
Lillträsk är runt, något mindre än Storträsk. På västra sidan finns en liten ö, skild från fastlandet av ett grunt kärr, som man största delen av året kan passera torrskodd.
Tjärnen är försurad och livlös.

## Vattenflöde
Tillflödena är korta och står största delen av året torra. Tjärnen avrinner norrut, där bäcken gör en krök och faller vackert nedför en sluttning till kärrmarker där den tar emot en större bäck från norr. På sina håll är den gemensamma bäcken stor nog för att näckrosor kan växa däri. Bäcken flyter ut i havet i Östersundom. Där bäcken passerar nuvarande motorvägen har en gång i tiden en fördämning byggts av huggna stenblock. Fördämningen har nu rasat, och den grunda dammen är nästan helt igenväxt.